# Sanda, Hyōgo
Sanda (japanska: 三田市?, Sanda-shi) är en stad i Hyōgo prefektur i Japan. Staden fick stadsrättigheter 1958.